# Parafia Miłosierdzia Bożego w Nisku
Parafia pw. Miłosierdzia Bożego w Nisku-Podwolinie – parafia rzymskokatolicka znajdująca się w diecezji sandomierskiej w dekanacie Nisko. 
Parafia została utworzona w 2002 z terenu parafii św. Stanisława Biskupa i Męczennika w Racławicach.

## Terytorium parafii
Nisko (ulice): Brzozowa, Dąbrowskiego, Dąbrowskiej, Grądy, Jana, Karasia, Kochanowskiego, Lipowa, Moniuszki, plac Polskiego Sierpnia, Reja, Rondo, Słoneczna, Szarych Szeregów, Twardowskiego

Racławice (ulice): Akacjowa, Grądy

Przędzel: przysiółek Borowina